# Frederik Schmidt Degener
Frederik Schmidt Degener (Rotterdam, 10 december 1881 - Amsterdam, 21 oktober 1941) was van 1908 tot 1921 directeur van het Museum Boijmans in Rotterdam en van 1921 tot 1941 directeur van het Rijksmuseum in Amsterdam. Daarnaast was hij kunsthistoricus, essayist en dichter.

## Levensloop
Schmidt Degener werd geboren als Fritz, de oudste zoon van koopman Johann Schmidt Degener en Maria Juliana Kamerling. In 1919 werd zijn voornaam officieel veranderd in Frederik. Hij doorliep het Erasmiaans Gymnasium in Rotterdam, waar hij de invloed onderging van de dichter J.H. Leopold, die daar klassieke talen doceerde. Na zijn eindexamen in 1903 ging hij kunstgeschiedenis studeren in Berlijn en Parijs.
De plotse dood van zijn vader in 1905 betekende het einde van zijn studie. Terug in Nederland wijdde hij zich aan het schrijven van kunsthistorische beschouwingen. In 1906 publiceerde hij Rembrandt, een beschrijving van het leven en werk van de 17de-eeuwse Nederlandse schilder, ter gelegenheid van zijn driehonderdste geboortejaar. In 1908 werd hij benoemd tot directeur van het Museum Boijmans in Rotterdam, toen nog gehuisvest in Het Schielandshuis, een classicistisch gebouw uit de 17de eeuw.
Schmidt Degener was een aanhanger van de vernieuwende ideeën van de Duitse kunsthistoricus en museumdirecteur Wilhelm von Bode (1845-1929), die een voorstander was van het nieuwe model dat was opgesteld door de Duitse museumhervormingsbeweging omstreeks 1900 en dat betrekking had op de presentatiepraktijk van de tentoongestelde kunstobjecten. Het hervormingsmodel was gebaseerd op vier uitgangspunten:
- een strenge selectie van de kunstwerken op formeel-esthetische kwaliteiten,
- een ruimere opstelling om de kunstwerken van elkaar te kunnen isoleren,
- een onderlinge differentiatie van de tentoonstellingsruimten om op deze wijze een passend waarnemingsesthetisch kader te creëren voor de tentoongestelde objecten
- een functionele opzet van het museumgebouw en zijn architectonische inrichting.

Na zijn aanstelling sloot Schmidt Degener één jaar lang het Museum Boijmans en transformeerde het tot een omgeving waar vanuit een waarnemingsesthetisch oogpunt een harmonische samenhang kon ontstaan tussen eersterangs kunstobjecten en objecten van kunstnijverheid, in een aangepaste en rustige ruimte. De zalen waren aangekleed met tapijten en meubelstukken uit de tijd van de getoonde kunstobjecten. De samenhang was enerzijds gebaseerd op een chronologische presentatie van de kunstobjecten en anderzijds op een ordening naar plaatsen en scholen.
De nieuwe opvattingen van het hervormingsprogramma maakten van de overvolle en nevenschikkende 19de-eeuwse museale presentatiepraktijk een achterhaald concept. Na de heropening in 1909 steeg het aantal bezoekers en was er een toename van het aantal schenkingen dat het museum ontving. De eerste contacten met weldoeners van het museum, zoals D.G. van Beuningen en J.P. van der Schilden, vonden in deze periode plaats.
In 1921 werd Schmidt Degener benoemd tot directeur van het Rijksmuseum in Amsterdam. Ook het Rijksmuseum onderging een voortzetting en perfectionering van het hervormingsprogramma. In 1927 resulteerde een reorganisatie in de structuur van het Rijksmuseum in de oprichting van een afdeling 'Vaderlandse Geschiedenis' en een afdeling 'Beeldhouwkunst & Kunstnijverheid'.
De kunstcollectie werd vanuit een waarnemingsesthetisch oogpunt gepresenteerd op een wijze die vergelijkbaar was met wat Wilhelm von Bode had gedaan in het Kaiser Friedrich Museum in Berlijn. Schmidt Degener brak tevens met het traditionele verzamelen van uitsluitend Nederlandse kunst. Al in 1922 werden met medewerking van de Vereniging Rembrandt kunstwerken van Tiepolo en Tintoretto aangekocht. Deze aankopen pasten in de trend die aan het begin van de 20ste eeuw was ontstaan binnen een kring van gefortuneerde Nederlandse collectioneurs om vooral Italiaanse kunst te kopen. Tijdens het interbellum was er in Nederland sprake van een ware hausse in het verzamelen van Italiaanse werken uit de 14de, 15de en 16de eeuw. De tentoonstelling Italiaansche Kunst in Nederlandsch Bezit, die in 1934 in het Stedelijk Museum Amsterdam werd gehouden, wilde het publiek kennis laten maken met Italiaanse kunst uit Nederlandse collecties.
In 1919 werd Schmidt Degener gevraagd ondervoorzitter te worden van de in dat jaar opgerichte Rijkscommissie van Advies betreffende het museumwezen in Nederland. De commissie telde 22 leden met als voorzitter de historicus Johan Huizinga.
Schmidt Degener heeft een grote rol gespeeld in het aankoopbeleid van Italiaanse werken voor het Rijksmuseum, maar hij slaagde er ook in belangrijke schilderijen van Rembrandt uit Rusland voor het Rijksmuseum te verwerven. Rembrandt was een van zijn favorieten en hij wijdde tentoonstellingen aan deze kunstenaar in 1932 en 1935. Hij adviseerde ook vermogende collectioneurs bij de aankoop en uitbreiding van hun collectie.
Hij verwierf een internationale reputatie nadat hij in 1929 een tentoonstelling van Nederlandse kunst had georganiseerd in het Burlington House in Londen.
Pas rond 1930 begon hij met het schrijven van poëzie. In 1940 en 1941 publiceerde hij in het literaire tijdschrift Groot Nederland een twaalftal gedichten onder het pseudoniem Teunis Erink.
Schmidt Degener was getrouwd met de Française Augustine Suzanne Vadurel (1886-1940). Hij overleed een jaar na haar, aan een hartinfarct.

## Publicaties
Schmidt Degener leverde als kunsthistoricus vele bijdragen in nationale en internationale tijdschriften zoals De Gids, The Burlington Magazine en Gazette des Beaux Arts.
Tevens schreef hij essays en monografieën over zijn favoriete schilders: Rembrandt van Rijn, Frans Hals en Adriaen Brouwer. Samen met archivaris en museumdirecteur Hendrik Enno van Gelder schreef hij een beschouwing over Jan Steen.

### Poëzie
- De poort van Ishtar (versdrama) (1937)
- 55 variaties op een bekend thema (1937)
- Silvedene. Tien suites voor viool en woord (1939)
- De poort van Ishtar ( gedichten en toneel) (1945)

### Vertalingen
- Het handboekje van Epidictus (1904)

### Essays
- Rembrandt (1906)
- Adriaen Brouwer (1908)
- Frans Hals (1924)
- Veertig meesterwerken van Jan Steen afgebeeld in heliogravuren (1927)
- Phoenix (1943)
- Verzamelde studiën en essays I, Het blijvend beeld der Hollandse kunst (1944)
- Rembrandt's tegenstrijdigheden (1945)
- Verzamelde studiën II, Rembrandt (1950)

## Onderscheidingen
- Schmidt Degener ontving een eredoctoraat van de Universiteit van Amsterdam in 1932.
- In 1935 werd hij benoemd tot lid van de Nederlandse Academie van Wetenschappen.

### Over de dichter
- S. Glasius-Wilmering, F. Schmidt Degener 1881-1941, museumdirecteur en dichter, in: BZZLLETIN, 1984.
- A.M. Musschoot, De poëzie van F. Schmidt Degener. Studia Germanica Gandensia VIII, Gent, Rijksuniversiteit, 1967.
- A.M. Musschoot, Frederik Schmidt Degener, dichter, kunstgeleerde en museumdirecteur, 1969.
- Een bijdrage over F. Schmidt Degener in 'Kritisch Lexicon van de Nederlandstalige Literatuur na 1945' door Stanny Glasius-Wilmering (1998).

### Over de kunsthistoricus en museumdirecteur
- Instituut voor Nederlandse Geschiedenis. Bibliografisch woordenboek van Nederland I (Den Haag 1979).
- Huizinga, J., 'Herdenkingen van Frederik Schmidt Degener (10 december 1881- 21 november 1941)', in: Jaarboek der Nederlandse Akademie van Wetenschappen 1941-1945, pp. 226-236.
- Gelder, H.E. van, 'Levensberichten', in: Jaarboek van de Maatschappij der Nederlandse Letterkunde 1943-1945, pp. 207-224.
- Juynboll, W.M.C., 'Systematische bibliografie van geschriften van F. Schmidt Degener', in: F. Schmidt Degener, Verzamelde studiën en essays 11. Amsterdam 1950, pp. 177-188.
- Meijers, J.D., 'De democratisering van schoonheid. Voor plannen museumvernieuwing in Nederland 1918-1921', in: Nederlands Kunsthistorisch Jaarboek 28, 1977, pp. 55-104 [met Engelse samenvatting].
- Veen, F. van, ‘t Pallazzo; verzamelingen van vroeg-Italiaanse kunst. Amsterdam: Rijksmuseum/Nieuw Amsterdam Uitgevers 2008, pp. 5-9, p. 48.
- Bergvelt, E., Meijers D.J., Rijnders, M., Kabinetten, galerijen en musea. Het verzamelen en presenteren van naturalia en kunst van 1500 tot heden. Open Universiteit Nederland, Zwolle, Waanders 2005.